# Sieghardinger
Die Sieghardinger waren eine der wichtigsten Familien des bayerischen Adels von der Mitte des 9. bis zum Beginn des 13. Jahrhunderts. Die Bezeichnung der Familie rührt von ihrem Leitnamen „Sieghard“ (auch Sighard oder Sigehard) her, der sich erst mit Sieghard XI. Ende des 12. Jahrhunderts verliert.

## Geschichte
Die Vorfahren der Sieghardinger waren im Rhein-Neckar-Raum begütert. Die Sieghardinger – mit dem Stammvater Sieghard I. 858/861 Graf im Kraichgau –, herrschten etwa zwei Jahrhunderte lang als Grafen im Chiemgau, darüber hinaus auch in anderen Gebieten; dazu gehörten Gebiete im Pinzgau, im Pongau, im Salzburggau – dort im Wesentlichen im Flachgau – im Eisacktal, im Inntal und im Pustertal. In der ersten Hälfte des 11. Jahrhunderts waren die Sieghardinger Grafen von Ebersberg und Markgrafen von Krain.
Eine Nebenlinie war die der Grafen von Tengling, von denen die ab dem Ende des 12. Jahrhunderts aussterbenden Grafen von Schala, Burghausen, Peilstein, Mörle und Kleeberg abstammten. Auch die Meinhardiner sollen dem Geschlecht der Sieghardinger entstammen.
Der umfangreiche Grundbesitz, den die Familie in Kärnten erworben hatte, wurde an die Spanheimer vererbt.
Weitere Mitglieder der Familie namens Sighard und Friedrich urkundeten 987 für das schwäbische Ellwangen. Ihre Erben sollen sich in den nächsten Generationen mit hochadligen schwäbischen Familien versippt haben, u. a. mit einer Tochter des schwäbischen Herzogs Konrad von Öhningen, danach zuerst die Grafschaft im Ries, das schwäbische Pfalzgrafenamt, nach 1079 auch noch das schwäbische Herzogtum und nach 1138 das deutsche Königtum erworben haben. Aus ihnen soll das Kaisergeschlecht der Staufer hervorgegangen sein.
Wichtige Sieghardinger in geistlichen Ämtern waren:
- Friedrich, Erzbischof von Salzburg (958–991)
- Pilgrim, Bischof von Passau (971–991)
- Hartwig, Bischof von Brixen (1022–1039)
- Sieghard, Patriarch von Aquileia (1068–1077) und Kanzler Heinrichs IV.

## Stammbaum
1. Sigihelm († 765)
  1. Albrich (765)
    1. Eberhard (773, 774, 776[1], † vor 804), begütert um Mannheim, ⚭ Adaltrut (770[2], 771[3], 772[4], 778[5]), begütert in Worms-Ibersheim
      1. Engilger (812)
      2. Engiltrud (792–804), begütert in Heidelberg-Handschuhsheim, ⚭ Werner I. († 814), Präfekt des Ostlands Karls des Großen, schenkte 812[6] in Worms-Rheindürkheim
      3. Sigihart (776, 812–826), Graf im Kraichgau
        1. Sigihart (858–861), Graf im Kraichgau
          1. Sieghard I. († 906/907), Graf von Sempt-Ebersberg, ⚭ Gotini/Kotoni († 906)
            1. Ratold I. († 919), Graf von Ebersberg, Markgraf von Karantanien
              1. Nachfahren: Grafen von Ebersberg

            2. Sieghard II. († 923), Graf im oberen Salzburggau 908
              1. Nordbert I. (958)
              2. Ratold († 979), Vogt von Freising
              3. Engelbert I. (um 958), jüngerer Sohn
              4. Sieghard III. († 959), Graf im Chiemgau 940
                1. Friedrich I. († 991), Erzbischof von Salzburg
                2. Engelbert II. († um 1000), jüngerer Sohn
                3. Sieghard IV. († 980), Graf im Chiemgau, "Sizzo von Melk", Graf an Melk, Mank und Pielach, ⚭ I) Willa († 977), Tochter von Graf Bernhard, ⚭ II) Engilrat, Enkelin von Erzbischof Odalbert
                  1. Sieghard V. († 1020), Graf im Chiemgau, ⚭ Zloubrana (1010/1020)
                    1. Friedrich III. († 1023), Diakon
                    2. Sieghard/Sizzo VI. (X 1046), Graf im Chiemgau 1010, ⚭ I) NN, ⚭ II) Tuta/Judith von Ebersberg (1029/1048)
                      1. I) Markwart († 1085), Graf im Chiem- und Isengau, ⚭ Adelheid von Lechsgemünd († 1112)
                      2. I) Meginfried, Graf
                      3. II) Engelbert V. (X 1078, Mellrichstadt), Graf im Chiemgau, Domvogt von Salzburg, ⚭ Irmgard von Rott
                      4. II) Sieghard/Sizo VIII. († 1080), Graf im Chiemgau

                  2. Friedrich II. († 1000)
                    1. Richgard († um 1035), ⚭ Eberhard von Eppenstein (um 1039)

                  3. Nordbert II. († um 1010), Graf
                  4. Pilgrim von Passau († 991), Bischof von Passau
                  5. Engelbert III. († 1020), Graf im Chiemgau, ⚭ Adala († nach 1020)
                    1. Hartwig († 1039)[7], Bischof von Brixen
                    2. Meginhard († um 1055), Graf im Oberpustertal
                    3. Sieghard/Sizo VII. (X 1044), Graf im Chiemgau, ⚭ Bilihild von Andechs
                      1. Friedrich von Tengling († 1071), ⚭ Mathilde von Vohburg → Nachfahren siehe hier, Burghausen-Schala und Peilstein
                      2. Sieghard/Syrus († 1077), Patriarch von Aquileia
                      3. Friedgund, Äbtissin in Aquileia
                      4. Hildburg, Fürstin von Mähren

                    4. Engelbert IV. († um 1040), Graf im Puster-, Nori- und Lavanttal, Domvogt von Salzburg, Vogt von Brixen, ⚭ Liutgart, Tochter von Graf Werigand von Istrien-Friaul
                      1. Willipurg († um 1060), ⚭ Aribo II. († 1102), Pfalzgraf von Bayern
                      2. Richgard von Lavant († um 1072), ⚭ Siegfried I. (Spanheim) († 1065)
                      3. Liutgard, ⚭ Aribo II. († 1102), Pfalzgraf von Bayern
                      4. Engelbert VI. († 1090), Graf im Pustertal, Domvogt von Salzburg
                        1. Richgard († 1138), ⚭ ? Gebhard, Graf von Dießen

                      5. Meginhard